# サンタ・マリア・ディ・カステッラバーテ
サンタ・マリア・ディ・カステッラバーテ(Santa Maria di Castellabate)は、イタリア共和国カンパニア州サレルノ県のコムーネ、カステッラバーテの分離集落（フラツィオーネ）。

## ギャラリー

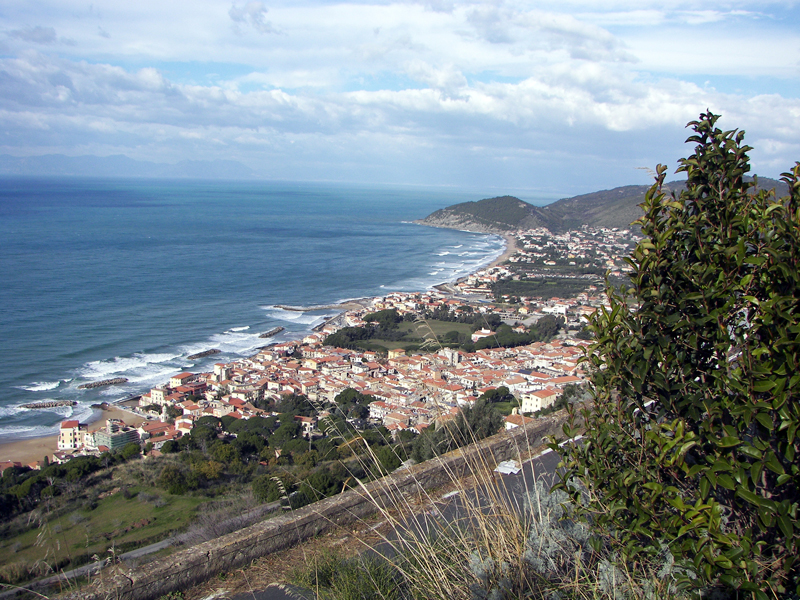
SMaria
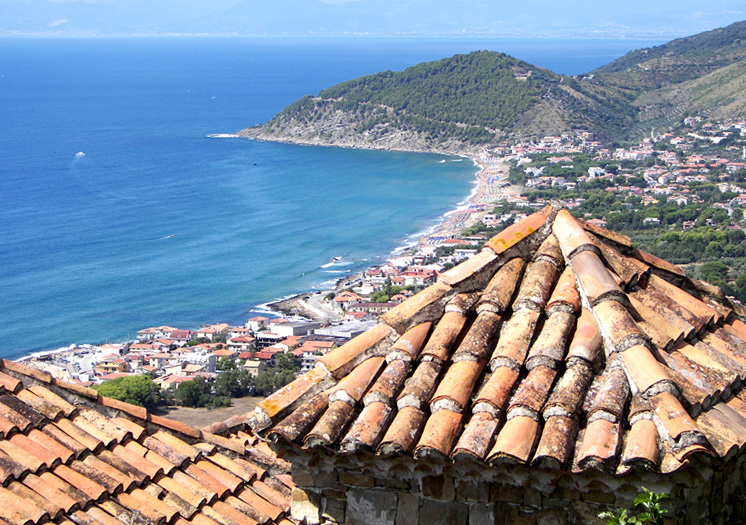
Zona Lago
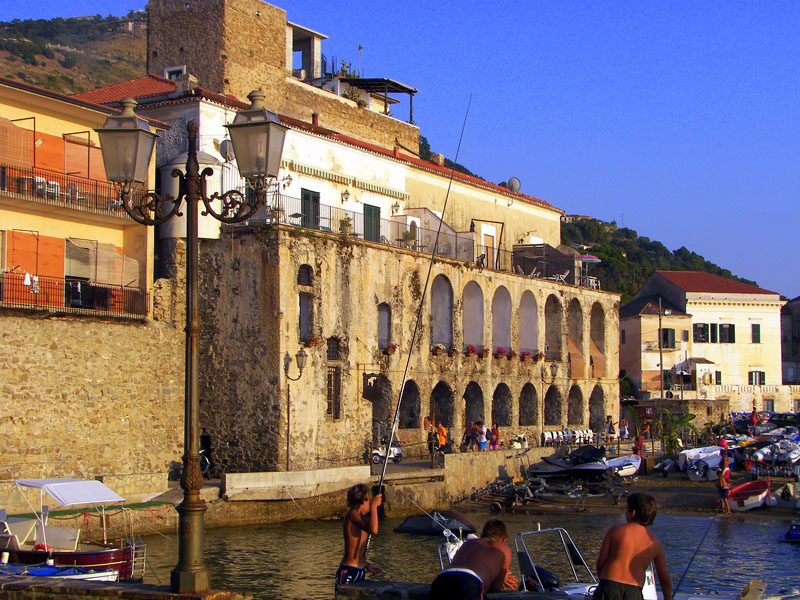
Porte delle gatte

## パノラマ・ギャラリー

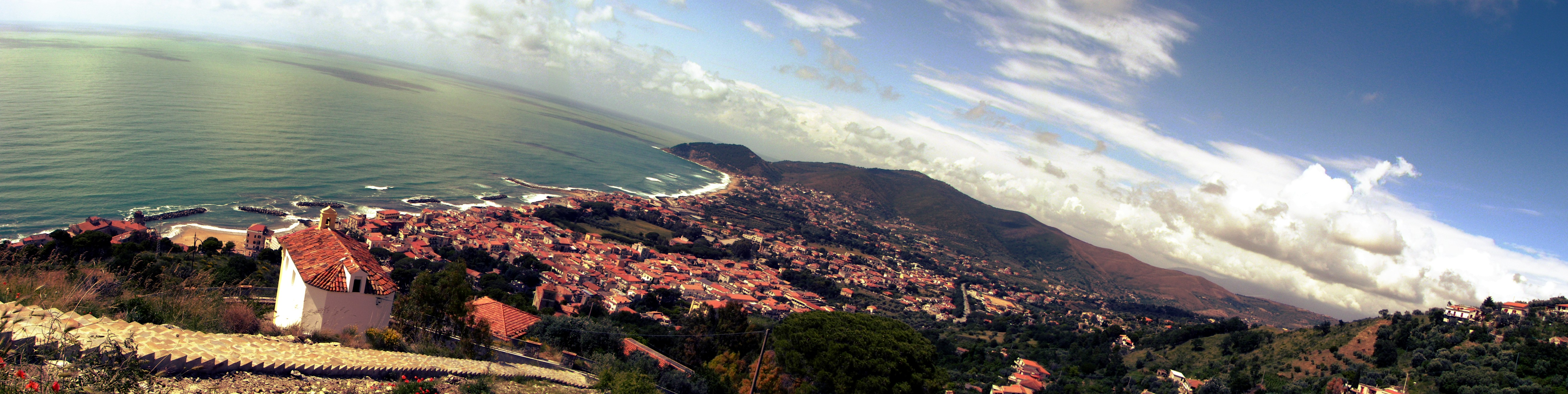
サンタ・マリア・ディ・カステッラバーテ

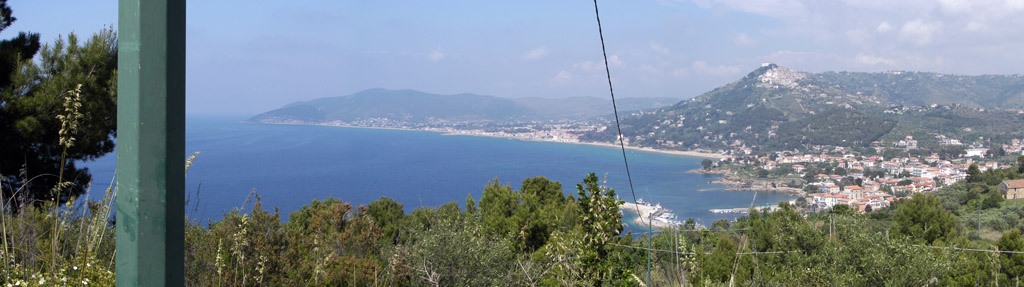
サンタ・マリア・ディ・カステッラバーテ

## 参照
- カステッラバーテ
- チレント
- チレントおよびヴァッロ・ディ・ディアーノ国立公園
- ティレニア海